# Burg Sackenhausen
Burg Sackenhausen (lettisch Sakas pils) ist eine abgegangene Vasallenburg des Bistums Kurland. Sie befand sich im kurländischen Dorf Saka im Bezirk Dienvidkurzeme am nordöstlichen Ufer der Tebber (lettisch Tebre) bei ihrer Vereinigung mit der Durbe zur Sacke (lettisch Saka). Heute sind keine Reste mehr an der Oberfläche erkennbar.

## Geschichte
Bereits vor der Zeit der Kreuzfahrer im Baltikum, befand sich an der Spitze des Zusammenflusses von Tebber und Durbe eine einfach befestigte Siedlung der Kuren.
Es heißt, der Livländische Orden wollte hier bereits 1248 eine Burg errichten, was jedoch ein langwieriger Aufstand der Letten und Litauer 1258 verhinderte.
Am 4. April 1253 schlossen der Livländische Orden und der Bischof von Kurland einen Vertrag, der Kurland unter beiden Parteien aufteilte. Zunächst übertrugen der livländische Landmeister Eberhard von Sayn und Bischof Heinrich I. die Verwaltung ihrer Ländereien gemeinsam an ihre Vasallen. So wurde das dem Bischof zugesprochene Sacken an einen Walter „to Sacke“ (Vasall des Ordens) und den kurischen Übersetzer Nikolaj Kursis (Vasall des Bischofs) verliehen.
1360 verpachtete der Bischof das Gut Sacken erst an die Brüder Alvin und Heinrich von Jadingen und 1386 dann an Arnold Lyndalis, der deshalb auch in einer Urkunde von 1395 als Arnold von Sacken (lat. Arnoldus de Sacken) bezeichnet wird. Mit dem darin enthaltenen Satz „Sacken mit unsem have, dasuvelst gelegen, und mach denselftigen mit muren, na sinem wolgefalle.“ wird dem Besitzer das Recht eingeräumt, eine Burg mit (Stein-)Mauern („muren“) zu errichten; es gilt als sehr wahrscheinlich, dass der Bau der Burg somit in diesen Zeitraum fällt. Der Grund für die Errichtung war vermutlich der Schutz der Fluss-Handelsroute auf der damals schiffbaren Tebber und des wichtigen Hafens von Sacken. Zu dieser Zeit war Sacken der Seehafen der bischöflichen Stadt Hasenpoth, wo Schiffe entladen und deren Waren auf der Tebber bis in die Stadt transportiert wurden. Der Hafen lag an der Mündung der Sacke in die Ostsee und wurde später als „Paulshafen“ (lettisch Pāvilosta) bekannt.
Anfang des 16. Jahrhunderts befand sich die Burg vermutlich wieder im direkten Besitz des Bistums, da Bischof Heinrich II. hier 1506 einige Urkunden ausstellte. Im Jahr 1522 gingen Burg und Ländereien an das Adelsgeschlecht von der Osten genannt Sacken (später Osten-Sacken), dessen Gründung möglicherweise auf Arnold von Sacken zurückgeht. Bis 1714 blieb die Burg im Besitz der Familie Osten-Sacken.
Um im Zweiten Nordischen Krieg die Schifffahrt auf den kurländischen Flüssen zu blockieren, versenkten schwedische Soldaten mit Steinen beladene Schiffe an der Mündung der Sacke in die Ostsee. Im Januar 1660 wurde die von Schweden besetzte Burg Sackenhausen von kurländischen Truppen angegriffen. Da der zu Schweden übergelaufene Oberst Fabian Ernst von der Osten-Sacken, der Kommandant der Verteidiger, eine Kapitulation strikt ablehnte, wurde die Burg unter Artilleriefeuer genommen und nach einem kurzen Gefecht erobert; dabei wurden alle schwedischen Truppen getötet. Der Kommandant wurde von seinem eigenen Bruder ermordet, der damit ein Exempel gegen Landesverräter statuieren wollte.
Vermutlich wurde die Burg bei dem Angriff schwer beschädigt und nie wieder aufgebaut. Die Siedlung Sackenhausen und die zugehörigen Ländereien verloren an Bedeutung und verfielen, ebenso wie die Burg. Bereits zu Beginn des 19. Jahrhunderts waren die Mauerreste der Burg Sackenhausen nicht mehr sichtbar. Auf dem Burggelände wurde eine Kapelle errichtet, deren Ruine jedoch 1940 abgerissen wurde.
Heute befindet sich an der Stelle der Burg ein Holzpfahl mit mehreren Steinhaufen bzw. Mauerresten. Es ist allerdings nicht bekannt, ob es sich dabei um Überreste der mittelalterlichen Burg oder der neuzeitlichen Kapelle handelt.

## Beschreibung
Burg Sackenhausen wurde auf einer kleinen, etwa 3 m hohen Erhebung am nordöstlichen Ufer der Tebber errichtet, unweit des Zusammenflusses der Flüsse Durbe und Tebber. Das etwa 150 × 90 m große Burggelände ist noch heute größtenteils von einem Wassergraben umgeben, der sich wahrscheinlich aus einem alten Flussarm der Tebber gebildet hat.
Anhand des Geländereliefs lässt sich ein quadratischer Grundriss von 28 × 28 m erahnen. Im westlichen Teil befand sich ein 8 m breites Wohngebäude, dessen Mauern allerdings oberirdisch nicht mehr zu erkennen sind. Die Mauern der Burg wurden mit großen Feldsteinen und Kalkmörtel errichtet, Fenster und Türen jedoch mit Ziegelsteinen verkleidet.
Zum Aussehen und Aufbau der Burg ist nichts bekannt, da keine Grundrisspläne oder Zeichnungen erhalten sind.